# Заслуженный машиностроитель СССР
Заслуженный машиностроитель СССР — почётное звание, присваиваемое работникам производственных и научно-производственных объединений, предприятий и научно-исследовательских организаций машиностроительных министерств, других министерств и ведомств СССР, добившимся выдающихся успехов в создании новых видов машин, оборудования и приборов и организации их производства.
Присваивалось Президиумом Верховного Совета СССР по представлению Государственного комитета СССР по науке и технике, Академии наук СССР, министерств и ведомств СССР, в ведении которых находились производственные и научно-производственные объединения, предприятия и научно-исследовательские организации. Лицам, удостоенным звания «Заслуженный машиностроитель СССР», вручалась грамота Президиума Верховного Совета СССР и нагрудный знак установленного образца, носимый на правой стороне груди, над орденами СССР (при их наличии).

## История
Установлено Указом Президиума Верховного Совета СССР от 16 августа 1985 года.
Первым этого звания Указом Президиума Верховного Совета СССР от 18 февраля 1986 года был удостоен директор Красноярского машиностроительного завода Виктор Кириллович Гупалов.
В последующем этого звания были удостоены:
- Ларьков Георгий Иванович (17 апреля 1986)
- Макаров Александр Максимович (5 сентября 1986)
- Афанасьев Сергей Александрович (29 июня 1988)
- Акимов Борис Михайлович (13 июля 1988)
- Снегирев Павел Иванович (1988)[1]

Звание упразднено Указом Президиума Верховного Совета СССР от 22 августа 1988 года.
30 декабря 1995 года Указом Президента Российской Федерации установлено почётное звание Заслуженный машиностроитель Российской Федерации